# Xanthophytum polyanthum
Xanthophytum polyanthum är en måreväxtart som beskrevs av Charles-Joseph Marie Pitard. Xanthophytum polyanthum ingår i släktet Xanthophytum och familjen måreväxter. Inga underarter finns listade i Catalogue of Life.